# 園部啓一
園部 啓一（そのべ けいいち、1960年9月16日 - ）は、日本の男性声優、ナレーター。東京都出身。81プロデュース所属。

## 人物
以前はウイットプロモーションに所属していた。
アニメ、吹き替えなどで活躍している。
善人役・悪役問わず多様なキャラクターを演じるバイプレイヤーであり、東映アニメーション製作作品を中心に多数の作品で脇役・端役の声を演じている。

## 出演
太字はメインキャラクター。

### テレビアニメ
1992年
- 少年アシベ2（ユミコちゃんのパパ）
- 南国少年パプワくん（1992年 - 1993年、ガンマ団員、クボタくん、ガンマ団A、クワガタ、マミヤくん、ホサカくん、選手B、イッポン竹、コバヤシくん、ナカムラくん、部下、訓練生、能天気雲）

1993年
- 機動戦士Vガンダム（オリファー・イノエ）
- 平成イヌ物語バウ（バウ）

1994年
- おまかせスクラッパーズ（花丸博士、光ヶ丘、初島）
- 銀河戦国群雄伝ライ（項武）
- ゴールFH（アナウンサー、風間）
- 超くせになりそう（男生徒A）
- とんでぶーりん（近藤正義、係員）
- 七つの海のティコ（科学者）
- マクロス7（Dr.千葉）
- モンタナ・ジョーンズ（記者）

1995年
- あずきちゃん（多胡先生、仙台の伯父さん）
- ちびまる子ちゃん（1995年 - 、野口さんのおじいさん〈野口笑助〉）
- 天地無用!（牛丼屋店長）
- モジャ公（八百屋）
- ヤンボウ ニンボウ トンボウ（兵士、村人、医者）

1996年
- 逮捕しちゃうぞ（男）
- 超者ライディーン（監督）
- 魔法少女プリティサミー（萌田博士）

1997年
- 吸血姫美夕（運転手B、神魔・躙獣）
- 学級王ヤマザキ（牧野、ツカハラ、おじじ様 他）
- スーパーフィッシング グランダー武蔵（1997年 - 1998年、大漁屋の店長、キャプテン、選手）
- 白鯨伝説（ドク）

1998年
- おじゃる丸（アリの長老）
- 金田一少年の事件簿（1998年 - 2000年、市川玉三郎、矢木沢亮、天堂孝之助、高田刑事 他）
- 太陽の子エステバン（BS版）（ケチャ）
- Night Walker -真夜中の探偵-（理保の父）
- Bビーダマン爆外伝（セレス、ポニコーン、てんしゅボン、ダークグンシ、いしボン）
- プリンセスナイン 如月女子高野球部（聖良の父、雄三、淀橋監督、丹渡、臨海理事長 他）
- MASTERキートン（車掌）

1999年
- 宇宙海賊ミトの大冒険（現地隊長）
- A.D.POLICE（組織の男、シド・フィリップス、マスター 他）
- THE ビッグオー（1999年 - 2003年、ベックの部下〈T・ボーン〉） - 2シリーズ
- セラフィムコール（警官C）
- ゾイド -ZOIDS-（1999年 - 2000年、Dr.ディ）
- それいけ!アンパンマン（1999年 - 、マスタード男爵〈初代〉、カブオオ〈初代〉、やっこだこくん、てつの人、やぎじいさん〈2代目〉）
- デジモンアドベンチャー（コカトリモン）
- 天使になるもんっ!（エイリアンB）
- ぶぶチャチャ（1999年 - 2001年、販売員、マフユゲ星人） - 2シリーズ
- Bビーダマン爆外伝V（アクマント）
- 魔術士オーフェン Revenge（強盗B）
- 未来少年コナンII タイガアドベンチャー（詐欺師、プロトコル）
- 名探偵コナン（1999年 - 2024年、堀井正雄、監察医、鑑識、諏訪山健吾、浜中操、北田脩）
- モンスターファーム〜円盤石の秘密〜（グジコーン）

2000年
- 週刊ストーリーランド（SP）
- ピポパポパトルくん（2000年 - 2001年、マック、エドワード、ルドルフ、タクロー、じろー、ダッシュ、928改、ジニアス 他）
- BRIGADOON まりんとメラン（パイロット）

2001年
- X -エックス-（先生）
- ガイスターズ FRACTIONS OF THE EARTH（ニキアス・サラキア）
- 学園戦記ムリョウ（タレントA）
- 砂漠の海賊!キャプテンクッパ（ナカヤマ支店長）
- サラリーマン金太郎（社員）
- 星界の戦旗II（ケニー、司令）
- Z.O.E Dolores, i（カマーンダス、バフラム兵）
- 探偵少年カゲマン（光太郎の執事）
- ノワール（ドン・ルシオ）
- はじめの一歩（2001年 - 2009年、音羽ジムコーチ、鈴木、音羽ジム会長） - 2シリーズ
- パラッパラッパー（コアラ本官）
- フィギュア17 つばさ&ヒカル（校長先生）
- ONE PIECE（2001年 - 2025年、イガラム、テラコッタ、パスクア / ラパヌイ、マッキンリー、ランドルフ、メカオ、タツ、中央バスカビル〈アンド〉、五老星 / マーカス・マーズ聖、現場のツバキ、モアイ、オニグモ、ウープ・スラップ、スポイル、シルバーズ・レイリー 他）

2002年
- 藍より青し（ヨーダ男）
- アソボット戦記五九（ブリガンズ）
- 王ドロボウJING（ヴィラール）
- キ・ファイターテラン（長老）
- キディ・グレイド（犯人4）
- SAMURAI DEEPER KYO（小野忠明）
- 十二国記（老爺、朱旌の座長）
- 釣りバカ日誌（2002年 - 2003年、清作、稲川副総裁、警官）
- デジモンフロンティア（コクワモン長老、ゴートモン）
- 爆闘宣言ダイガンダー（コミッショナー、アナウンサー、司会者）
- ぷちぷり*ユーシィ（美術館の館長）
- 陸上防衛隊まおちゃん（銀河大王、男性キャスター）
- ロックマンエグゼ（2002年 - 2006年、マハ・ジャラマ） - 5シリーズ
- ワイルド7（ダントツ）
- わがまま☆フェアリー ミルモでポン!（2002年 - 2004年、ラルム） - 2シリーズ

2003年
- 明日のナージャ（車掌）
- 宇宙のステルヴィア（保安部長）
- エアマスター（沢村）
- カスミン（飛行機ヘナモン）
- GAD GUARD（レンジ）
- カレイドスター 新たなる翼（運転手）
- ガンパレード・マーチ 〜新たなる行軍歌〜（坂上久臣）
- 京極夏彦 巷説百物語（又四郎）
- コロッケ!（ドリアン）
- 金色のガッシュベル!!（セバスチャン、バーゴ、執事）
- シンデレラボーイ（ピノキオ、ホームレス）
- 探偵学園Q（犯人）
- 鋼の錬金術師（2003年 - 2004年、クローゼの父、メイスン）
- ポケットモンスター アドバンスジェネレーション（アクア団員）
- ボボボーボ・ボーボボ（2003年 - 2005年、ところ天の助、ボーボボの毛の声、黒服）
- 魔探偵ロキRAGNAROK（大堂寺操）

2004年
- アガサ・クリスティーの名探偵ポワロとマープル（ミラー警部）
- Wind -a breath of heart-（校長、アンドロイド）
- エリア88（マックウェル社の男）
- 砂ぼうず（村人）
- かいけつゾロリ（ゲーム屋）
- 蒼穹のファフナー（男）
- 遙かなる時空の中で-八葉抄-（茜姫の叔父）
- ふたりはプリキュア（強盗）
- ブラック・ジャック（記者）
- マシュマロ通信（裁判長）
- MADLAX（情報屋）
- 妄想代理人
- MONSTER（2004年 - 2005年、ジョーネ、おじさん）

2005年
- いちご100%（試験官）
- ガイキング LEGEND OF DAIKU-MARYU（2005年 - 2006年、ロンゴ、リック、ヒガント）
- ガラスの仮面（2005年版）（青柳）
- 甲虫王者ムシキング 森の民の伝説（村人）
- 絶対少年（阪倉の父）
- ゾイドジェネシス（パラ）
- 闘牌伝説アカギ 〜闇に舞い降りた天才〜（警官）
- B-伝説! バトルビーダマン 炎魂（ヤーゴ）
- ピーチガール（親方）
- 魔豆奇伝パンダリアン（バク）
- MÄR-メルヘヴン-（マイラ）
- 雪の女王（スズの兵隊）

2006年
- 怪 〜ayakashi〜 四谷怪談（直助権兵衛）
- ウィンターガーデン（店長）
- きらりん☆レボリューション（トミー爆笑）
- 銀魂（2006年 - 2015年、怪盗フンドシ仮面、研究員A） - 2シリーズ
- シュヴァリエ 〜Le Chevalier D'Eon〜（ボロンゾフ）
- スパイダーライダーズ 〜よみがえる太陽〜（町民）
- ぜんまいざむらい（剣豪、キュースの魔人）
- タクティカルロア（ランブル・フィッシュ）
- ちょこッとSister（天童）
- 出ましたっ!パワパフガールズZ（かおるの父、サンドイッチの父親、歯医者）
- NARUTO -ナルト-（木ノ葉の暗部）
- 働きマン（張り班のデスク）
- 祝!(ハピ☆ラキ)ビックリマン（2006年 - 2007年、エリ魔鬼、怪奇元魔、助っ人三次、雨の邪鬼）
- ひぐらしのなく頃に（2006年 - 2007年、本田屋、教授） - 2シリーズ
- 武装錬金（蝶野刺爵）
- ふたりはプリキュア Splash Star（柳田国吉）
- ブラック・ジャック21（医師会員）
- まじめにふまじめ かいけつゾロリ（きよしの父）
- よみがえる空 -RESCUE WINGS-（工藤洋治）
- 流星のロックマン（鳳源三）
- 錬金3級 まじかる?ぽか〜ん（レギュラー）

2007年
- Yes!プリキュア5（2007年 - 2008年、パパイヤ） - 2シリーズ
- 風の少女エミリー（のっぽのジョン）
- CLAYMORE（オルセの部下）
- ゲゲゲの鬼太郎（第5作）（村長）
- ケロロ軍曹（2007年 - 2008年、ロボボ、キョージュ星人、第4の男）
- しおんの王（菅沢七段）
- デルトラクエスト（クレン）
- 天元突破グレンラガン（村人）
- 天保異聞 妖奇士（町役）
- ドージンワーク（電車アナウンス）
- Myself ; Yourself（教頭）
- ミヨリの森（直子の父）

2008年
- ウルトラヴァイオレット コード044（秘書官、ダグサスの部下、委員）
- 恋姫†無双（役人）
- ゴルゴ13（郵便配達人、警官隊隊長）
- TYTANIA -タイタニア-（ザグデン）
- デュエル・マスターズ クロス（2008年 - 2011年、長、村長） - 2シリーズ
- To LOVEる -とらぶる-（トーヤマ）
- ドルアーガの塔 〜the Aegis of URUK〜（ブルーナイト）
- ネオ アンジェリーク Abyss -Second Age-（刑務所長）
- はたらキッズ マイハム組（寿三郎）
- 魔人探偵脳噛ネウロ（ラリッタ・ジョーンズ）
- 無限の住人（客2）
- Mnemosyne-ムネモシュネの娘たち-（めがね屋の店主）
- モノクローム・ファクター（悠の父）

2009年
- エレメントハンター（映画監督）
- 怪談レストラン（猟師）
- グイン・サーガ（ルグルス）
- CLANNAD 〜AFTER STORY〜（店長）
- 蒼天航路（趙忠）
- ドラゴンボール改（農夫、村の老人）
- ねぎぼうずのあさたろう（和尚、こうべい、番頭、平八）

2010年
- あにゃまる探偵 キルミンずぅ（国満）
- ハートキャッチプリキュア!（原野正治郎）
- 鋼の錬金術師 FULLMETAL ALCHEMIST（アイヴァン）

2011年
- スイートプリキュア♪（調辺音吉）
- ダンボール戦機（管理長）
- トリコ（2011年 - 2013年、飼育係、パーポー神官、ドレス、コッポゥ）

2012年
- プリティーリズム・オーロラドリーム（実況）
- ONE PIECE エピソードオブルフィ 〜ハンドアイランドの冒険〜（ウープ・スラップ）

2013年
- イナズマイレブンGO ギャラクシー（2013年 - 2014年、ログロス・ゴードン）

2014年
- 普通の女子校生が【ろこどる】やってみた。（ゆいの祖父）
- ONE PIECE “3D2Y” エースの死を越えて! ルフィ仲間との誓い（シルバーズ・レイリー）

2016年
- アイカツスターズ!（トメさん）
- カミワザ・ワンダ（2016年 - 2017年、COM音声、登山家、一番星テル、ナレーション、喫茶店主、ドリアン大王、遠山金四郎、おじさん）
- ドラゴンボール超（ズノー）
- ルガーコード1951（カーティス）

2017年
- 正解するカド（ビショップ）
- THE REFLECTION（スウェル、ハーデン）
- ONE PIECE エピソードオブ東の海 〜ルフィと4人の仲間の大冒険!!〜（ウープ・スラップ）
- 妖怪アパートの幽雅な日常（剣崎社長）
- 十二大戦（判事A）

2018年
- レイトン ミステリー探偵社 〜カトリーのナゾトキファイル〜（アルバート）
- 進撃の巨人（憲兵）
- 音楽少女（クイーンレコード役員）
- キラキラハッピー★ ひらけ!ここたま（2018年 - 2019年、星ノ川銀造）

2019年
- 群青のマグメル（バートン）
- カードファイト!! ヴァンガード（2019年 - 2020年、羊田連太郎〈執事〉）
- おしりたんてい（イワン）
- 私、能力は平均値でって言ったよね!（ボードマン子爵）

2020年
- ゾイドワイルド ZERO（将官）
- プランダラ（おじいさん）
- メジャーセカンド（天野元監督）
- 100万の命の上に俺は立っている（デオック王）
- ドラゴンクエスト ダイの大冒険 (2020)（モルグ）

2021年
- ゆるキャン△ シリーズ（2021年 - 2024年、大判焼き屋店主、キャンプいちしろ管理人） - 2シリーズ

2022年
- おにぱん!（部下A）
- ワッチャプリマジ!（ナレーション）

2023年
- MIX MEISEI STORY 2ND SEASON 〜二度目の夏、空の向こうへ〜（栄新監督）
- 葬送のフリーレン（老人）
- キボウノチカラ〜オトナプリキュア'23〜（パパイヤ）

2024年
- 百千さん家のあやかし王子（龍神）
- 俺は全てを【パリイ】する 〜逆勘違いの世界最強は冒険者になりたい〜（政務官）
- ダンジョンの中のひと（ヘイム）

2025年
- Übel Blatt〜ユーベルブラット〜（語り部）
- 最強の王様、二度目の人生は何をする?（ヴィリオン・エラリス）

### 劇場アニメ
1994年
- 平成イヌ物語バウ（バウ）

1995年
- あずきちゃん（多胡先生）
- マクロス7 銀河がオレを呼んでいる!（Dr.千葉）
- MEMORIES「大砲の街」（兵士）

2001年
- メトロポリス

2002年
- 劇場版 とっとこハム太郎 ハムハムハムージャ! 幻のプリンセス（ジュウタンウリ）

2005年
- 映画 ふたりはプリキュア Max Heart（執事）

2007年
- 真救世主伝説 北斗の拳 ラオウ伝 殉愛の章（リゾ）
- ONE PIECE エピソードオブアラバスタ 砂漠の王女と海賊たち（テラコッタ）

2011年
- 映画 スイートプリキュア♪ とりもどせ! 心がつなぐ奇跡のメロディ♪（調辺音吉）
- トリコ 3D 開幕!グルメアドベンチャー!!（村長）

2015年
- ちびまる子ちゃん イタリアから来た少年（野口のじいさん）

2017年
- げんばのじょう-玄蕃之丞-（権蔵）

2019年
- 映画 おしりたんてい カレーなる じけん（ヤギスチャン）
- ONE PIECE STAMPEDE（シルバーズ・レイリー）

2022年
- ONE PIECE FILM RED（五老星）

### OVA
1990年
- THE八犬伝

1992年
- 世界の光 親鸞聖人（西阿）

1993年
- ブラック・ジャック（タクシー運転手）

1994年
- 青空少女隊（プロモーター）
- 七都市物語 〜北極海戦線〜

1997年
- サイコダイバー 魔性菩薩（ランス）

1998年
- 銀河英雄伝説外伝 朝の夢、夜の歌（レーガー中尉）
- 銀河英雄伝説外伝 汚名（フロントマン、警官）

1999年
- 菜々子解体診書（ジャック軍曹）
- Weiß kreuz（支配人）

2001年
- 新世紀 淫魔聖伝（大麻）
- まんがビデオ 墓場鬼太郎（山彦爺さん）

2002年
- マクロス ゼロ（学者B、科学者）

2004年
- インタールード（杉浦）
- おジャ魔女どれみナ・イ・ショ（桜の木、ドクター）
- 新ゲッターロボ（所員、渡辺綱、参謀 他）

2005年
- イリヤの空、UFOの夏（田代）

2007年
- やわらか三国志 突き刺せ!! 呂布子ちゃん（赤兎馬）

2008年
- やなせたかしメルヘン劇場 さよならジャンボ（カン）

2010年
- ONE PIECE FILM STRONG WORLD EPISODE:0（シルバーズ・レイリー）

### Webアニメ
- いくぜっ! 源さん（2008年、桐島竜三、アナウンサー、パチンコ店の客、MC）
- 7SEEDS（2020年、船長）
- Pokémon Evolutions（2021年、オーキド）
- Shenmue the Animation（2022年、玄周善）

### ゲーム
1995年
- 3×3EYES 〜吸精公主〜（王オーナー）
- ジャンピングフラッシュ!（1995年 - 1996年、アロハ男爵） - 2作品

1996年
- 3×3EYES 〜吸精公主〜 S（王オーナー）
- 新スーパーロボット大戦（オリファー・イノエ）

1997年
- 魔法少女プリティサミー 〜恐るべし身体測定!核爆発5秒前!!〜（ナレーション）

1998年
- 堕落天使（タロウ）
- ポポローグ（夢幻魔王イド）

1999年
- SDガンダム GGENERATION（1999年 - 2012年、オリファー・イノエ、ジオン兵A〈F・PORTABLE〉） - 9作品
- ロビット・モン・ジャ（イタチ団員A、盆栽老人）

2000年
- スーパーロボット大戦α（オリファー・イノエ）
- ドッチメチャ（バイツェン、プリシラ）

2001年
- シェンムーII
- スーパーロボット大戦α for Dreamcast（オリファー・イノエ）

2002年
- スーパーロボット大戦IMPACT（ベガ兵）
- ユーディーのアトリエ 〜グラムナートの錬金術士〜（ポスト・コールシュタット）
- 電車でGO! プロフェッショナル2（JR四国以外の運転士・乗客〈男〉）

2004年
- 宇宙のステルヴィア（保安部長）
- エースコンバット5 ジ・アンサング・ウォー（兵士）
- スーパーロボット大戦MX（ベガ兵）
- スーパーロボット大戦GC（連合兵、ロングー星兵）
- ボボボーボ・ボーボボ 9極戦士ギャグ融合（ところ天の助）
- ボボボーボ・ボーボボ 爆闘ハジケ大戦（ところ天の助）

2005年
- スーパーロボット大戦MX ポータブル（ベガ兵）
- 鋼の錬金術師3 神を継ぐ少女（一族の戦士〈仮面〉）
- ボボボーボ・ボーボボ 脱出!!ハジケ・ロワイヤル（ところ天の助）
- 魔探偵ロキRAGNAROK 魔妖画 〜失われた微笑〜（大堂寺操）

2006年
- スーパーロボット大戦XO（連合兵、ロングー星兵）
- 地球防衛軍3（隊長）

2007年
- 銀魂 万事屋ちゅ〜ぶ ツッコマブル動画（ふんどし仮面、新撰組隊士D、岡っ引き、チンピラD、新生鬼兵隊隊士D、電気屋の店員B）
- ひぐらしのなく頃に 祭
- ファイナルファンタジー・クリスタルクロニクル リング・オブ・フェイト（アルハナーレム）
- マブラヴ オルタネイティヴ トータル・イクリプス（兵器メーカー重役）
- ONE PIECE UNLIMITED ADVENTURE（マッキンリー）

2008年
- スーパーロボット大戦A PORTABLE（ベガ星兵）
- スーパーロボット大戦Z（Tボーン）

2010年
- ユーディーのアトリエ 〜グラムナートの錬金術士〜 囚われの守人（ポスト・コールシュタット）
- ONE PIECE ギガントバトル!（シルバーズ・レイリー）
- ONE PIECE ワンピーベリーマッチW（シルバーズ・レイリー）

2011年
- 第2次スーパーロボット大戦Z 破界篇（Tボーン）
- ONE PIECE ギガントバトル! 2 新世界（シルバーズ・レイリー）

2012年
- ワンピース 海賊無双（2012年 - 2020年、シルバーズ・レイリー） - 3作品

2013年
- CONCEPTIONII 七星の導きとマズルの悪夢（マターオーブ）

2014年
- 第3次スーパーロボット大戦Z 時獄篇（Tボーン）
- ONE PIECE 超グランドバトル! X（シルバーズ・レイリー）

2015年
- 第3次スーパーロボット大戦Z 天獄篇（Tボーン）

2016年
- ONE PIECE トレジャークルーズ（シルバーズ・レイリー）

2018年　
- ONE PIECE バウンティラッシュ（シルバーズ・レイリー）

2020年
- ドラゴンボールZ カカロット（農家のおじさん）
- ブリガンダイン ルーナジア戦記（ヨーゼ）

2021年
- グランブルーファンタジー（2021年 - 2025年、ところ天の助、バルカ、テトラゴッド）
- スーパーロボット大戦30（オリファー・イノエ）

2022年
- 刀剣乱舞無双（羽柴秀吉）
- パズル&ドラゴンズ（シルバーズ・レイリー）
- ドラゴンボール ザ ブレイカーズ（農家のおじさん）

2023年
- ONE PIECE ODYSSEY（五老星）
- イースX -NORDICS-（フレア・ラル）

### ドラマCD
- 青空少女隊（アナウンス、係員、自衛官）
- Weiß kreuz GlühenII Theater Of Pain（ジャック）
- ガンパレード・マーチ 新たなる行軍歌 ドラマCD1（坂上久臣）
  - ガンパレード・マーチ 新たなる行軍歌 ドラマCD2（坂上久臣）
  - ガンパレード・マーチ 新たなる行軍歌 ドラマCD3（坂上久臣）
  - ガンパレード・マーチ 新たなる行軍歌 ドラマCD4（坂上久臣）
- 金環蝕 山藍紫姫子の世界（執事）
- こちらポーラスター旅行社です!!（ミスターグラント）
- 最遊記（僧侶）
- スターオーシャンセカンドストーリー CDドラマコレクション（ナール市長）
- 戦慄!タコ少女 SUPER BLACK ドラマCD
- 天地無用! ラジオ電影箱 アクションch.（自動車ドロ）
- 突撃! パッパラ隊（轟天号）
  - ドラマCD 突撃! パッパラ隊「史上最大の作戦」（轟天号）
  - ドラマCD 突撃! パッパラ隊Vol.2「ランコ・インフェルノ」（轟天号）
- ドラマCD プリンセスVer.1（高月）※2003年ちゃお9月号付録
- とんでぶーりん みんなぶーりんになりたかった（近藤正義〈カマギスギス〉）
- 鋼の錬金術師 ドラマCD 霧のオグターレ（馬車の男）※『月刊少年ガンガン』2004年4月号付属
- 遙かなる時空の中で 八葉抄（供の者）
- 富士見二丁目交響楽団 寒冷前線コンダクター（男性団員1、医師）
  - 富士見二丁目交響楽団 マンハッタン・ソナタ（店の男A、医者）
- “文学少女”（雨宮高志）
- ロッセリーニ家の息子 守護者（石田）

### 音楽CD
- 大キライ!（LINDBERGのシングル、「平成イヌ物語バウ」のバウの声で参加）
- ONEPIECE IslandSongCollectionサボテン島ビビ&イガラム（渡辺美佐と共に参加）

### 吹き替え

#### 映画
- 愛の神、エロス
- サブリナ（記者1）
- ピースキーパー ※ビデオ版
- ブロセリアンドの魔物（ブレノス教授〈ヴァーノン・ドブチェフ〉）
- ヘブンズ・プリズナー
- マーサ・ミーツ・ボーイズ
- モンキーキング 西遊記
- 野獣特捜隊
- ロベルト・スッコ（ギョー）
- ワルシャワの柔肌

#### ドラマ
- 刑事ナッシュ・ブリッジス
- コールドケース ザ・ファイナル（コール・オースティン）
- 24 -TWENTY FOUR- シーズンIV（マルワンの部下）
- ザッツ・ライフ〜リディアの人生ゲーム #17
- 犯罪捜査官ネイビーファイル #100 #101
- プライベート・プラクティス4（フィル）
- 名犬ファング
- UCアンダーカバー 特殊捜査班 #4

#### アニメ
- アルティメット・スパイダーマンVSシニスター・シックス（バトロック・ザ・リーパー）
- インセクターズ（プロトコル、衛兵）
- ウェイキング・ライフ（スティーヴン・ソダーバーグ）
- おてんばソフィー（レアン氏）
- おまかせ!プルーデンスおばさん（タトゥー）
- ガジェット警部
- キックオフ2002（ナレーション）
- キッパー（タイガー）
- キャッツ&カンパニー（スパイク、プッシュ 他）
- クランプ・ツインズ（ミスター・クランプ）
- ザ・ワイルド・ソーンベリーズ（ナイジェル・ソーンベリー）
- ドンキーコング（クランプ将軍）
- 虹の戦記イリス（ソロン）
- バットマン:ブレイブ&ボールド（キャプテン・コールド）
- ミュータント・タートルズ（1987年テレビ東京版）（エリック）
- モンキーマジック（天文博士、妖怪、老子）

### 特撮
- スーパー戦隊シリーズ
  - 電磁戦隊メガレンジャー（1997年、ボスクネクネ / キングクネクネの声）
  - 未来戦隊タイムレンジャー（2000年、狂気の科学者ゲンブの声）
  - 百獣戦隊ガオレンジャー（2001年、墓石オルグの声）
  - 忍風戦隊ハリケンジャー（2002年、バックトゥ忍者オクト入道の声）
  - 爆竜戦隊アバレンジャー（2003年、トリノイド7号ジシャクナゲンゴロウの声）
  - 特捜戦隊デカレンジャー（2004年、ギモ星人アンゴールの声）
  - 轟轟戦隊ボウケンジャー（2006年、ネンドガミの声）
  - 侍戦隊シンケンジャー（2009年、ツボトグロの声）
  - 海賊戦隊ゴーカイジャー（2011年、ザッガイの声）
  - 手裏剣戦隊ニンニンジャー（2015年、妖怪フダガエシの声[51]）
- 仮面ライダー電王（2007年、アイビーイマジンの声）

### ナレーション
- 囲碁・将棋ジャーナル（NHK衛星第2テレビジョン）
- ETV特集「名前を失くした父〜人間爆弾"桜花"発案者の素顔〜」（2016年、NHK Eテレ） - 朗読
- 海の放射能に立ち向かった日本人〜ビキニ事件と俊鶻丸（2013年、NHK Eテレ） - 朗読
- 団塊スタイル（NHK Eテレ）
- あしたも晴れ!人生レシピ（NHK Eテレ）
- NHKスペシャル「明治神宮 不思議の森〜100年の大実験〜」（2015年、NHKオンデマンド） - 朗読
- きょうの健康（NHK教育） - 副音声ナレーション
- 趣味どきっ!（NHK教育） - 副音声ナレーション
- 恋してトラベル（NHK総合）
- グレーテルのかまど〜夏目漱石のようかん〜（NHK総合）
- ザ・プレミアム「知られざる恐竜王国ニッポン」（2016年、NHK BSプレミアム）
- NHKハイビジョン特集「鬼太郎 幸せ探しの旅〜100年後の遠野物語〜」（NHK衛星第2テレビジョン） - 朗読
- 知るを楽しむ（NHK教育） - 副音声ナレーション
- 爆笑問題のニッポンの教養（NHK総合）
- ハートネットTV（NHK Eテレ）
- プロフェッショナル 仕事の流儀「エディー・ジョーンズの仕事」（NHKエンタープライズ）

### ボイスオーバー
- NHKスペシャル（NHKオンデマンド）
  - 「恐竜絶滅 ほ乳類の戦い」（2010年）
  - 「司馬遼太郎思索紀行 この国のかたち」（2016年）
  - 新・映像の世紀（2016年）
    - 第1集「百年の悲劇はここから始まった」（ウォルター・クラーク）
    - 第2集「グレートファミリー 新たな支配者」（リチャード・オコナー、ロックフェラー財団報告書の朗読）
    - 第3集「時代は独裁者を求めた」（反ナチ運動家 マルティン・ニーメラー、ヒトラーの専属パイロット ハンス・バウア）
    - 第4集「世界は秘密と嘘に覆われた」（エルヴィン・ロンメル元帥）
    - 第5集「若者の反乱が世界に連鎖した」（マイケル・コリンズ）

  - 映像の世紀プレミアム
    - 第1集「世界を震わせた芸術家たち」（ロバート・オッペンハイマー、プリーモ・レーヴィ、イギリス兵士の証言）
    - 「戦後0年 東京ブラックホール 1945-1946」（2017年）

  - 映像の世紀バタフライエフェクト
    - 「ゲッベルス 狂気と熱狂の扇動者」（2024年9月2日） - ヨーゼフ・ゲッベルス
- NHK・ドキュメンタリーWAVE「除染された故郷へ〜ビキニ核実験・半世紀後の現実〜」（2012年）
- コズミックフロント（NHK BSプレミアム）
- コズミックフロント☆NEXT（NHK-BSプレミアム）
- 極秘指令・ウラン燃料を回収せよ〜戦火の原子炉 40年目の真実（2015年、NHK-BS1）
- ほっとけナイ pnish TV
- 復活した“脳の力”〜テイラー博士からのメッセージ（2009年、NHK総合）
- BS世界のドキュメンタリー（NHK-BS1）
- サイエンスチャンネル
- 新日曜美術館（NHK総合）
- 日立 世界・ふしぎ発見!（TBS）
- ためしてガッテン（NHK総合）
- 超体感!古代モンスター復活ミュージアム（NHK総合）
- 英雄たちの選択（NHK総合）

### ラジオ
- 伊集院光 深夜の馬鹿力 ラジオ青春アニメ劇場燃えろヒカル製作委員会（21世紀部総統閣下）
- 魔法少女プリティサミー（萌田博士）

### ラジオドラマ
- VOMIC PSYREN -サイレン-（碓氷）

### テレビドラマ
- 妖しき文豪怪談 第2回「葉桜と魔笛」（2010年、BS-hi） - 声の出演
- 土曜ドラマ ちゃんぽん食べたか 第4 - 6話（2015年、NHK総合）

### テレビ番組
- いないいないばあっ!（トイレのおじさん）
- うたっておどろんぱ（リズムさん）
- ひとりでできるもん!（二階堂先生〈顔出し〉）
- プレミアムカフェ（アカイさんの声）

### 舞台
- 81ドラマティック カンパニー公演
  - 「夢の海賊」（1997年） - 犬の大将 役
  - 「DEATHTRAP」（1998年）
  - 「ねずみ小僧」（2001年）
  - 「仇討」（2003年） - 伊藤銀蛾 役
  - 「十一ぴきのネコ」（2005年）
  - 「居残り佐平次」（2007年） - 大工の勝五郎 役
- 羽生一家玉組第21回公演「狐の姫と詐欺師たち」（2016年） - ホテルオーナー 役
- 由言企画「やってきたゴトー」（2016年9月）
- おっ、ぺれった公演 
  - 笑歌劇「浅草であさはか」（2017年）
  - 「ハードボイルド母ちゃん」（2024年）[52]
- 劇団M.M.C「ホス探へようこそ」（2017年） - 刑事 役
- 朗読公演「劇場の魔法」（2023年10月28・29日）

### その他コンテンツ
- 永遠の0 オーディオブック（2016年、谷川正夫）
- 仮面ライダー電王・ファイナルステージ（支配人の声）

### シリーズ一覧
1. ↑  第1期『first season』（1999年）、第2期『second season』（2003年）
2. ↑  第1期（1999年）、第2期『だいすき! ぶぶチャチャ』（2001年）
3. ↑  第1期（2001年）、第2期『New Challenger』（2009年）
4. ↑  第1シリーズ（2002年 - 2003年）、第2シリーズ『AXESS』（2003年 - 2004年）、第3シリーズ『Stream』（2004年 - 2005年）、第4シリーズ『BEAST』（2005年）、第5シリーズ『BEAST+』（2006年）
5. ↑  第1期（2002年）、第3期『わんだほう』（2004年）
6. ↑  第1期（2006年 - 2007年）、第3期『銀魂ﾟ』（2015年）
7. ↑  第1期（2006年）、第2期『解』（2007年）
8. ↑  『Yes!プリキュア5』（2007年 - 2008年）、続編『Yes!プリキュア5GoGo!』（2008年）
9. ↑  『デュエル・マスターズ クロス』（2008年）、『デュエル・マスターズ クロスショック』（2011年）
10. ↑  第2期『SEASON2』（2021年）、第3期『SEASON3』（2024年）
11. ↑  『アロハ男爵ファンキー大作戦の巻』（1995年）、『2 アロハ男爵大弱りの巻』（1996年）
12. ↑  『ZERO』（1999年）、『F』（2000年）、『F.I.F』（2001年）、『PORTABLE』（2006年）、『SPIRITS』（2007年）、『WARS』（2009年）、『WORLD』『3D』（2011年）、『OVER WORLD』（2012年）
13. ↑  『海賊無双』（2012年）、『海賊無双3』（2015年）、『海賊無双4』（2020年）

### 初出話一覧
1. ↑  第1期 第9話初出
2. ↑  第6話初出
3. 1 2  第9話初出
4. ↑  第8話初出
5. ↑  第5話初出